# Kostel Narození svatého Jana Křtitele (Rokytnice nad Rokytnou)
Kostel Narození svatého Jana Křtitele je farní kostel římskokatolické farnosti Rokytnice nad Rokytnou zasvěcený Narození svatého Jana Křtitele. Kostel se nachází v Rokytnici nad Rokytnou v centru obce na vyvýšeném místě nedaleko obecního úřadu. Kostel byl postaven pravděpodobně na přelomu 12. a 13. století.
Kostel je románskou jednolodní stavbou s dvěma bočními kaplemi, věží a přístupovým schodištěm. Kostel má hlavní oltář a čtyři oltáře boční. Kostel je chráněn jako kulturní památka České republiky.

## Historie
Kostel byl pravděpodobně postaven na přelomu 12. a 13. století, v tu dobu rokytnická farnost spadala pod kontrolu kláštera v Louce u Znojma, od roku 1726 přešla pod patronát olomouckého biskupství a od roku 1777 je v patronátu biskupství brněnského.
Kostel byl postaven zřejmě někdy před roku 1190, do 19. století se kolem kostela nacházel hřbitov, ten byl později přeložen k silnici vedoucí k Sádku. Později byla apsida kostela prodloužena presbytářem a sakristii a navýšena o oratoř. Později byl upraven strop lodi kostela z plochého na zaklenutý a byla zvětšena okna. První písemná zmínka o kostele existuje ve farní knize o vizitaci z roku 1668. V tu dobu měl kostel dvě věže, jednu se dvěma zvony, druhou s jedním větším zvonem a dřevěnou střechu. Roku 1691 byl v kostelní kryptě pohřben Václav Záviš z Osenic, pán Roketnický. V roce 1750 byl kostel přestavěn a byla v čele kostelní lodi postavena věž z cihel, ta nahradila původní dřevěnou věž. Také byly postaveny dvě boční kaple a bylo vybudováno zdobené schodiště s osmi barokními sochami světců od znojemského sochaře Jana Mucka. Sochy jsou ze směru zdola nahoru po schodišti tyto: po levé straně svatý František z Assisi, svatý Šebestián, svatý Petr a Panna Maria, po pravé straně svatý František z Pauly, svatý Karel Boromejský, svatý Pavel a svatý Josef. Kostel v roce 1777 vyhořel, dovnitř požár nepronikl, poničil však budovu fary. Později byly ulity tři zvony, ty pak na věži kostela zůstaly až do roku 1917, kdy byly rekvírovány pro válečné užití v první světové válce. V roce 1852 byly zakoupeny nové varhany z Nového Města na Moravě a v roce 1858 došlo k pokrytí střechy železnou krytinou proti původní šindelové.
Roku 1885 proběhla další velká oprava kostela, tu nechal provést tehdejší farář Emil Sedlák a v roce 1889 byla v kostele vybudována nová dlažba. V roce 1885 byl také pořízen obraz za hlavní oltář, jeho autorem měl být Vincenc Neumann, také byla postavena nová kazatelna a pořízeny obrazy křížové cesty. V době třicetileté války byl kostel oloupen o kříž, kalich a ornáty. Kostel byl rekonstruován v roce 1926, sochy u kostela pak byl dále rekonstruovány v roce 1936. V roce 1929 byly darovány kostelu dva nové zvony do kostelní věže a jeden tzv. umíráček, ty pak byly opět v roce 1942 zrekvírovány pro užití v druhé světové válce. 
Kostel pak byl rekonstruován i v roce 1993, v roce 1995 byl pak kostel vykraden, kdy celková škoda na majetku kostela byla 750 tisíc Kč. V roce 1998 byla provedena oprava kostelní fasády.
V kostele byl od roku 1945 kaplanem služebník Boží Jan Bula, který po smrti zdejšího faráře převzal správu celé farnosti a vykonával ji až do svého zatčení v roce 1951.

## Galerie

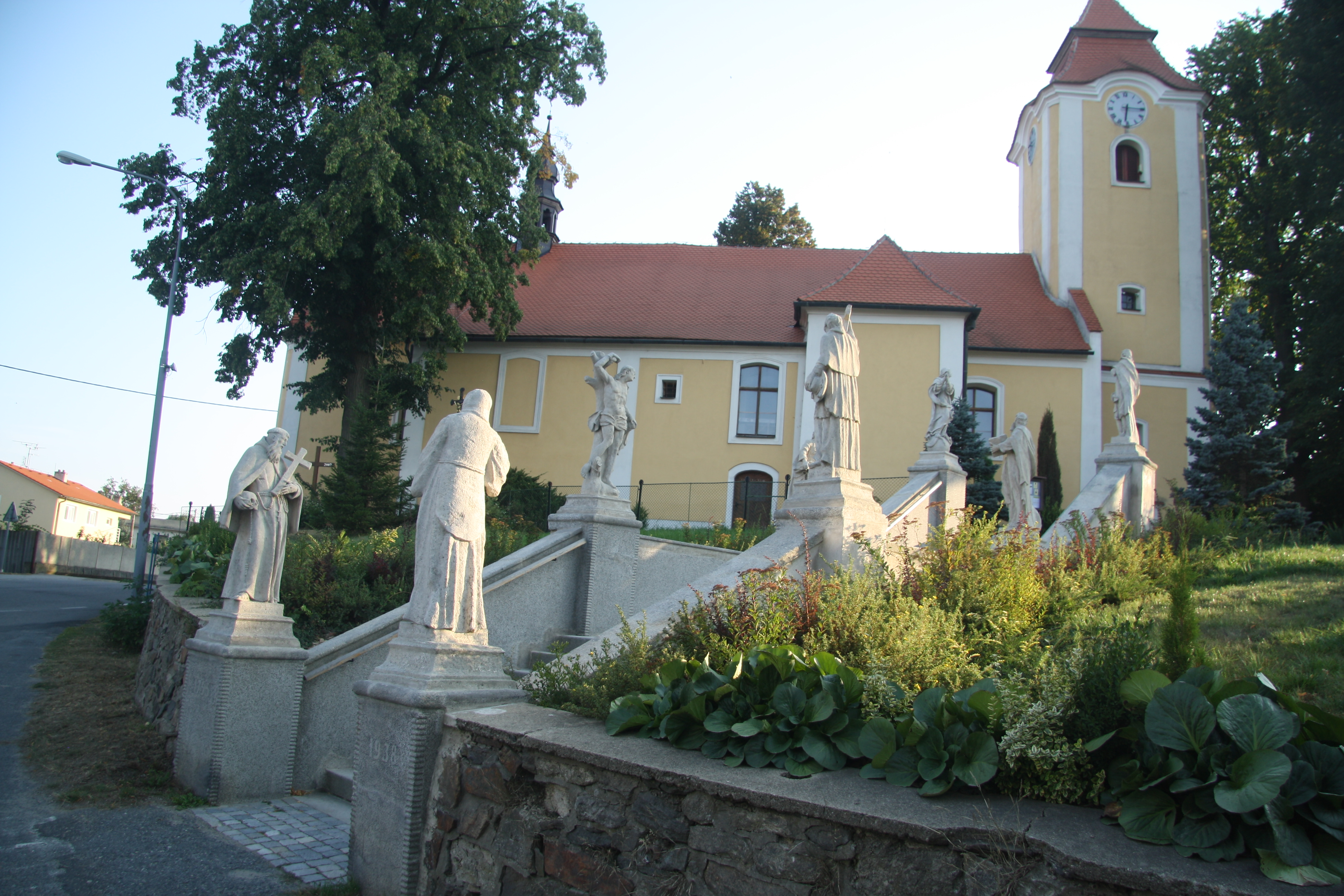
Schodiště vedoucí ke kostelu
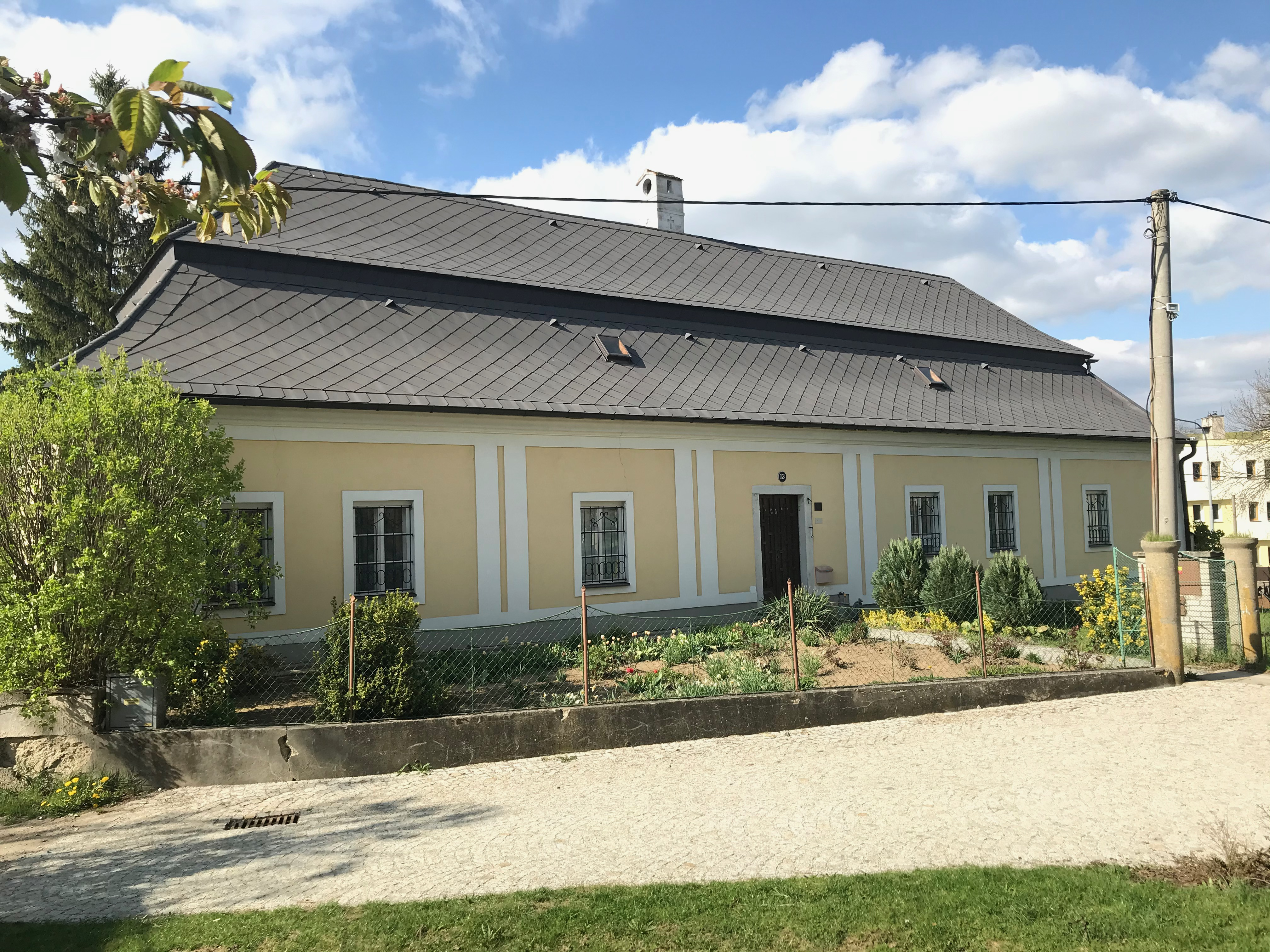
Fara
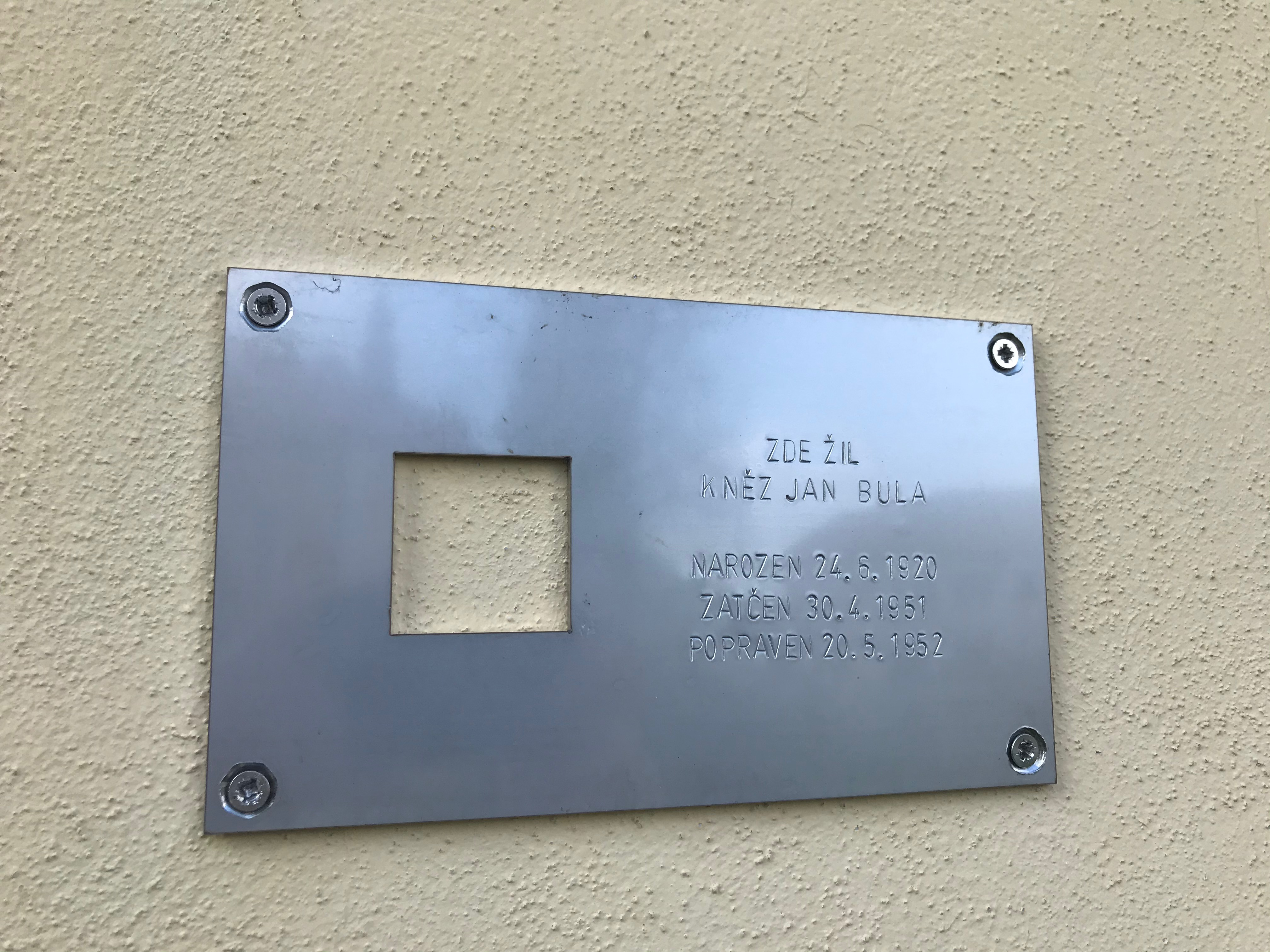
Pamětní deska Jana Buly na budově fary